# シェーン (お笑い)
シェーン!（Shane）は、かつてワタナベエンターテインメントで活動していたお笑いコンビ。旧コンビ名、コア。2000年6月結成。2013年10月31日解散。

## メンバー
- 梶本 貴史（かじもと たかふみ、1977年7月1日 - ）ツッコミ担当。
徳島県徳島市出身。A型。身長171cm、体重58kg。出身校は徳島県立城東高等学校[1]。
大阪NSC17期生（しかし3ヶ月で辞めた）。
かつては「セブンブリッジ」というコンビを組んでいた。
読売ジャイアンツのファンである。
NSC17期生で同期の小峠英二（バイきんぐ）と月に一度のトークライブ「同期の動機」を行っていた。
千原せいじと仲がいい。
コンビ末期にはネタ中にメガネをかけていた。
自称堂本剛似。
事務所の先輩であるゴルゴ松本主催の食事会で作るオリジナル鍋が有名であり、TV番組『『ぷっ』すま』では「カジ鍋」として紹介された。
芸人引退後は、芸人時代からのアルバイト先であるキャバクラ業界に転職し、2016年時点では東京都内のキャバクラ運営会社の代表取締役社長になっている[2]。

- 吉井 崇（よしい たかし、1975年11月12日 - ）ボケ担当。
奈良県大和高田市出身。AB型。身長169cm、体重55kg。
大阪NSC17期生。
かつては「ショットガン」というコンビを組んでいた。
バツイチである。
「吉井軍団」という、事務所の中で最大で最弱の軍団を率いている。
ネタの中で和泉元彌に似ているといわれる（初期の頃の宣材写真は坊主だが、今はロン毛）。
現在は野方で油そば屋『麺処 六伍郎』を経営している。

## 来歴
- 2000年6月に結成。結成当初は「核」（コア）というコンビ名であったが[3]、その後カタカナ表記の『コア』に改名。
- 2人とも元暴走族である。梶本がいた暴走族は『聖夜』という名前で（メンバーは約50人）梶本はその三代目総長。吉井がいた暴走族は『魔女卵（マジョラン）』という名前で（メンバーは5人）、そのNo.4だった[4]。
- 2005年、第5回M-1グランプリでは準決勝まで進出した。
- 2003年から解散を発表する2013年までの約10年間、『日立 世界・ふしぎ発見!』（TBSテレビ）で前説を務めていた。本人たちのブログによると「単純計算で約480回以上前説を務めた」と言う。
- ネタ内容としては、10年間やって気付いたことを言い合い梶本が最終的に切れ、吉井の離婚ネタをして終るのが定番である。離婚ネタを持ち出す際は、梶本が客に「会場の中に（離婚している人が）いたらすいません」と言う。
- 2012年4月1日、改名を発表。「コア」という名前を占い師に見てもらったところ怒られるくらい悪い名前だったので、『日立 世界・ふしぎ発見!』の前説をやっていた縁で黒柳徹子などに相談すると、黒柳が「『シェーン』という映画が素敵だからシェーンでいいんじゃない？ ピースみたいで」と提案した。しかし、ピースとは同期なので複雑に思いながらもう一度占い師に見てもらうとシェーンも良くないと言われ、「もうええわ！」となり『シェーン!』に改名。
- しかし、改名してから僅か約1年半後の2013年10月31日、一度もブレイクを果たす経験が無いまま自身の公式ブログで解散を発表した。最後の更新となったブログ内では「ガキの頃、漫才に惚れ、漫才に捧げ、一途に想い続けてやってきました。芸歴14年の間にはM-1グランプリやTHE MANZAIなど、漫才師として世に出るチャンスがありました。目に見えてチャンスはありました。しかし自分らの弱さから、それをつかみ取るコトは出来ませんでした」「言い方悪いけど、ダラダラして流れに身を任せていれば毎日楽しいでしょう。が、それではダサすぎます。なので、けじめをつけるコトにしました」と綴っていた。そして最後の文を「やめさせてもらうわっ!!!」と漫才調で締め、ブログを終えていた。

## 出演

### テレビ
- エンタの神様（日本テレビ） - キャッチコピーは、「ツッパリの核分裂」。共に紫色の学ランを着ている。
  - こちらで主にやるネタは『梶本が芸人の話を吉井に振るが吉井は絶対に「知らない」という。それから梶本がその芸人の説明をし、その際に吉井は教えてないのにその芸人に纏わるフレーズを口にし実際は知ってるような素振りを見せ梶本に「知っとるやないか!」とツッコまれる。だが吉井はそれでも「知らない」と言い張る』というもの。
- 爆笑オンエアバトル（NHK総合）戦績1勝7敗 最高489KB
  - 番組最後のオンエアとなった芸人である。
  - 8回目の挑戦で7年9ヵ月越しのオンエア。番組としては回数はHi-Hiの11回、トップリードの9回に次ぎ、オードリーと共に3位。年月はパパロアの8年に次ぐ2位。もしオフエアだった場合は8戦全敗となり、こんらんチョップに並ぶ通算0勝の芸人の中では最多敗戦となっていた。
- 爆笑トライアウト（NHK総合）
  - 会場審査で1位（505TP）だったため、オンバト挑戦権獲得。視聴者投票は2位（882票）。
- オンバト+（NHK総合）戦績2勝1敗 最高401KB
- ガチンコ!（TBS）※漫才道のコーナーに出演[3]。
- ゼベック・オンライン （TOKYO MX、2004年12月13日）
- 草野☆キッド（テレビ朝日）
- 大笑点（日本テレビ）
- 笑いの金メダル（テレビ朝日）
- お台場お笑い道（フジテレビONE、2008年2月24日）
- 大人の自由時間 （BS11） - レギュラー出演
- 爆笑スクランブル
- MUSIC FOCUS - レギュラー梶本のみ声の出演
- 新世紀ネタキング決定戦（TOKYO MX、2010年11月4日）
- PON!（日本テレビ、2010年12月27日 - 2011年9月26日）※突撃芸人として出演。

### DVD
- WEL爆笑JAPANツアー2005 （ビクターエンタテインメント）
- WEL-21 大集合!21組ネタスペシャル! （ビクターエンタテインメント）
- さんパチ!! （笑魂シリーズ）